# 灰头麦鸡
灰头麦鸡（学名：Vanellus cinereus）又名灰頭麥雞，为鸻科麦鸡属的鸟类。主要繁殖於中國東北和日本。大陸的族群在東南亞北部過冬，從印度東北部到柬埔寨。而日本的族群至少部分會在本州南部過冬。在中国大陆，分布于华北、华南等地。该物种的模式产地在印度。

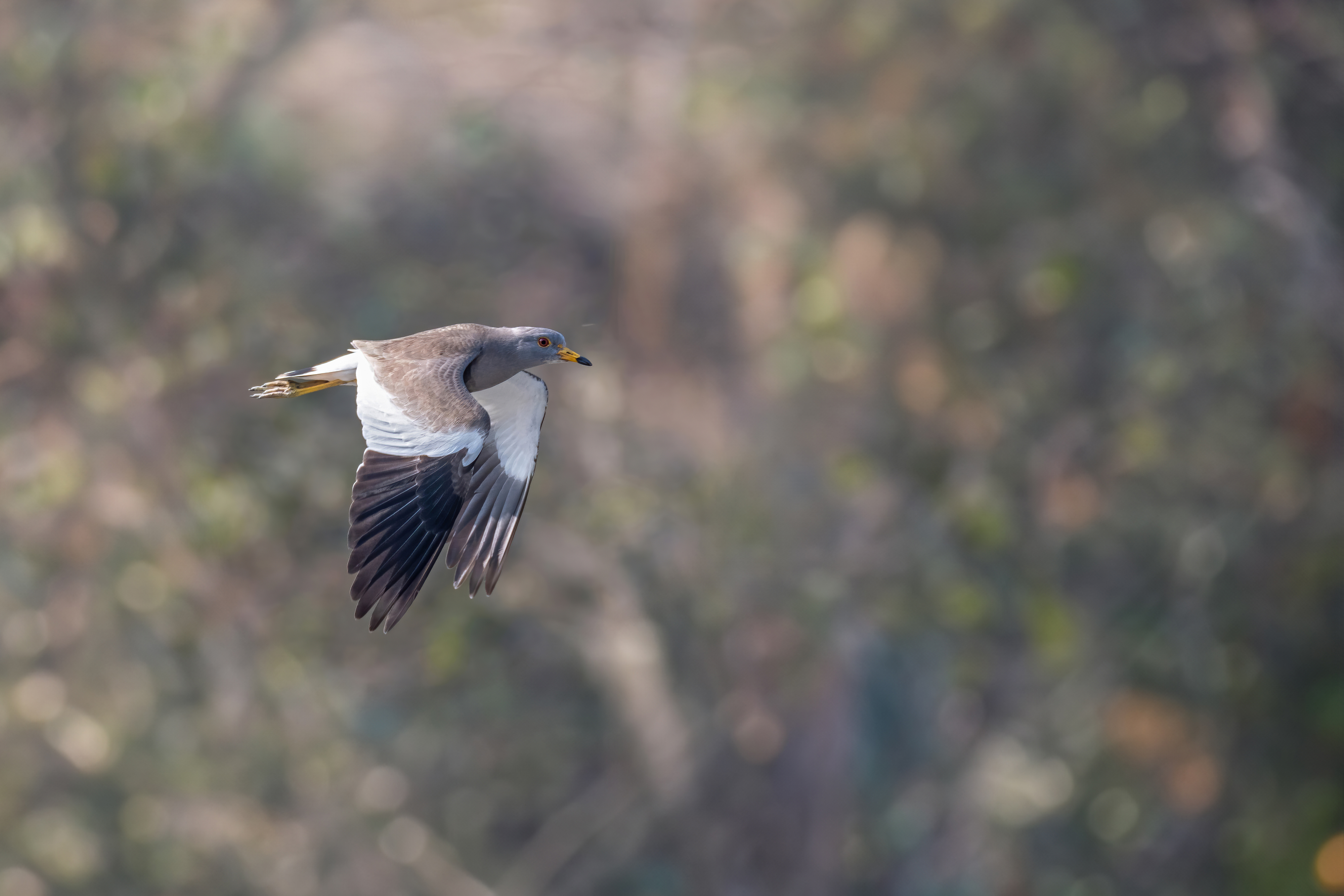
飛行中 加德滿都谷地, 尼泊爾

此物種曾作為迷鳥出現在俄羅斯、菲律賓、印尼、新南威爾士、澳洲和斯里蘭卡， 也有在瑞典和英格蘭的記錄。

## 描述
跳鴴體長約34至37公分。牠們具有灰色的頭部和頸部、較深的灰色胸帶和白色的腹部。背部呈棕色，臀部為白色，尾巴則為黑色。當飛行時，牠們是非常顯眼的物種，擁有黑色的初級飛羽、白色的下翼和上翼次級飛羽，以及棕色的上翼覆羽。
兩性成鳥的羽毛顏色相似，但雄鳥稍大於雌鳥。幼鳥的白色羽毛帶有灰色，胸帶不太明顯，上體及翼覆羽羽毛具有淺色邊緣。跳鴴的叫聲尖銳，呈現chee-it的聲音。

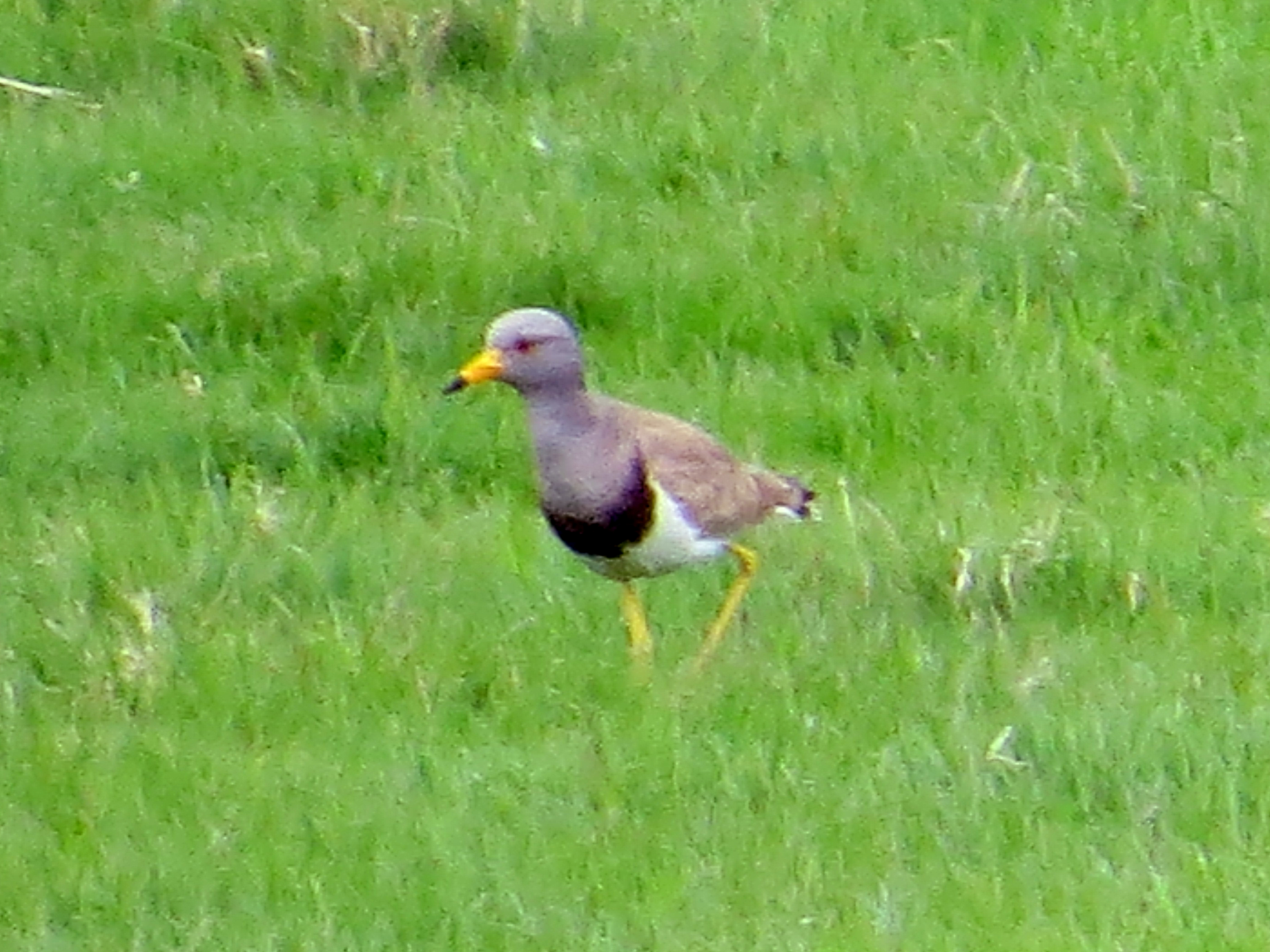
2023年5月1日，英國首次見到跳鴴。海邊牛頓, 諾森伯蘭郡。

## 行為
這個物種在4月至7月間於濕草地、稻田和沼澤邊緣築巢。牠們在類似的棲地過冬，並且在此時具有群聚性。牠們在淺水中覓食，主要以昆蟲、蠕蟲和軟體動物為食。